# گلدیچ
گلدیچ (به صربی: Gledić) یک روستا در صربستان است که در کرالیفو واقع شده‌است. گلدیچ ۳۵۲ نفر جمعیت دارد و ۵۳۰ متر بالاتر از سطح دریا واقع شده‌است.